# Jean-Baptiste Wils
Pour les articles homonymes, voir Wils.
Jean-Baptiste Wils (c. 1580-1640) est un carme déchaux flamand, confesseur de la Bienheureuse Anne de Saint-Barthélemy, et auteur d'ouvrages spirituels dans le contexte de la Contre-Réforme anversoise, sous le nom d'Élie de Sainte-Thérèse.

## Biographie

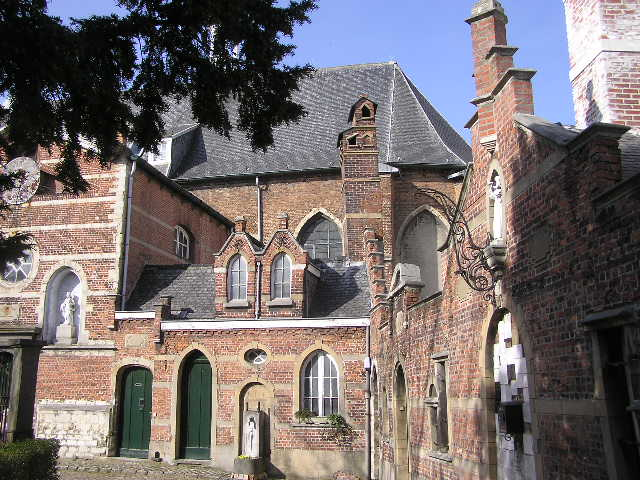
Vue du béguinage d'Anvers

Jean-Baptiste Wils est né à Anvers (Belgique) aux alentours de 1580. Licencié en théologie de l'université de Louvain, il est ordonné prêtre en 1620 dans sa ville natale, où il devient curé de la paroisse Saint-Willibrord. Confesseur d'Anne de Saint-Barthélemy, fondatrice du carmel d'Anvers, il entre, sur les instances de celle-ci, dans l'ordre des carmes déchaux, et fait profession à Louvain, en 1627, sous le nom d'Elie de Sainte-Thérèse. Il décédera à Anvers, en 1640.

## Postérité

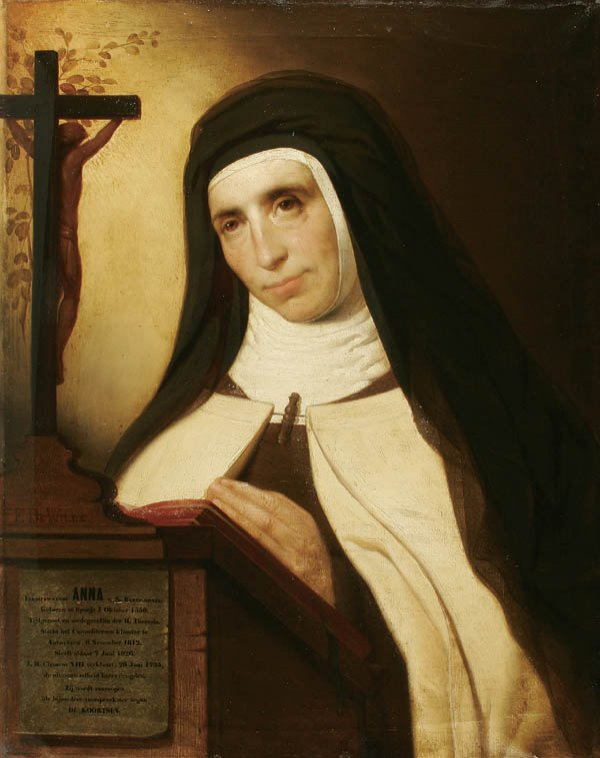
Anne de Saint-Barthélemy

Elie de Sainte-Thérèse a publié cinq ouvrages sur des sujets divers. Het gheestelyck Paleys der Beggynhoven (Le palais spirituel des béguinages) devait constituer le premier livre d'un ensemble de trois volumes, dont le dernier est resté inédit. L'auteur y exprime ses attaches spirituelles avec le milieu béguinal, en cherchant  à accréditer la thèse selon laquelle sainte Begge d'Andenne, mère de Pépin de Herstal, serait à l'origine de l'institution des béguinages. Le deuxième volume se trouve d'ailleurs consacré à la biographie de la noble mérovingienne. Promoteur de la cause en béatification d'Anne de Saint-Barthélemy, après la mort de celle-ci en 1626, Elie traduit en néerlandais l'autobiographie de cette compagne de sainte Thérèse d'Avila, ce que réalisera aussi, bien que partiellement, une dizaine d'années plus tard, et pour un lectorat français, son confrère Cyprien de la Nativité de la Vierge. Le carme flamand fait suivre la traduction du récit de quelques miracles approuvés. L'ouvrage connaîtra une seconde édition, posthume, en 1733, avec des suppléments. Autre traduction de l'espagnol : Korten Wegh tot het innig Ghebedt (Court chemin vers la prière intérieure), d'après Compendio de los grados de oración, du théologien mystique Thomas de Jésus, l'un des plus brillants représentants de la réforme carmélitaine déchaussée. Enfin, Legatio Ecclesiae triumphantis (Ambassade de l'Eglise triomphante) constitue une œuvre ambitieuse, en deux in folio, dans laquelle l'auteur entend présenter, contre les thèses protestantes, la doctrine officielle du catholicisme concernant le Purgatoire, de manière à fournir aux prédicateurs des arguments théologiques solides.

### Œuvres
- Het gheestelyck Paleys der Beggynhoven in dry boecken verdeylt, Anvers, 1628.
- Leven van Sinte Begga, Anvers, 1631.
- Het leven van de Eerweerdighe Moeder Anna de S. Bartolomaeo, Anvers, 1632.
- Korten Wegh tot het innig Ghebedt, Anvers, 1635.
- Legatio Ecclesiae triumphantis ad militantem pro liberandis animabus purgatorii, communibus concivibus, libris tribus solide luculentesque explicata, Anvers, 1638-1640.

### Études
- S. de Saint-Joseph, « Élie de Sainte-Thérèse », Dictionnaire de spiritualité ascétique et mystique, Paris, Beauchesne, t. IV,‎ 1960, p. 578.